# کیباتو
کیباتو (به اسپانیایی: Collbató) یک شهرستان در اسپانیا است که در استان بارسلون واقع شده‌است.

## خصوصیات
کیباتو ۱۷٫۹۹ کیلومترمربع مساحت و ۲٬۷۵۲ نفر جمعیت دارد و ۳۸۸ متر بالاتر از سطح دریا واقع شده‌است.